# 肉刺蕨
肉刺蕨（学名：Nothoperanema squamisetum）为鳞毛蕨科肉刺蕨属下的一个种。

## 扩展阅读
- 維基物種上的相關：肉刺蕨